# Črna pritlikavka
Čŕna pritlíkavka je ugasel preostanek zvezde, ki je po velikosti podobna Soncu. Črne pritlikavke so preostanek ob koncu življenja zvezde, ko zvezda svojo ovojnica odvrže v medzvezdni prostor in nastane planetarna meglica in preostane bela pritlikavka ali nevtronska zvezda. Zlivanje atomskih jeder ne poteka več, zvezda seva preostanek energije in se pri tem ohlaja.
Svoje ime so črne pritlikavke pridobile iz dejstva, da ne morejo več sevati energije in da jih s sredstvi opazovalne astronomije praktično ne moremo več zaznati. Pri tem so vodilni astrofiziki enotnega mnenja, da Vesolje ni dovolj staro, da bi črne pritlikavke nastale.
Ker gre v tem primeru za manj masivne zvezde, ki še niso imele zadosti časa, da bi dosegle stopnjo belih pritlikavk, bi morala biti starost Vesolja veliko večja od sedaj uveljavljene vrednosti (13,7 milijard let). Ker imajo te zvezde izredno majhno površino se tudi ohlajajo izredno počasi.